# Fernando Simón
Fernando Simón (nascido em 29 de julho de 1963) é um epidemiologista espanhol que atua como Diretor do Centro de Coordenação de Alertas de Saúde e Emergências do Ministério da Saúde.

## Historia
Ele ganhou destaque público como porta-voz do comitê especial sobre a doença pelo vírus Ebola na Espanha em 2014, e teve um papel semelhante durante a pandemia COVID-19. Simón testou positivo para coronavírus em 30 de março de 2020. Simón foi director do Centro de Investigação em Doenças Tropicais do Distrito da Manhiça, em Moçambique
Enquanto máscaras eram exigidas por lei na espanha na praia, Fernando foi de férias na praia em portugal onde elas não o são.